# Joseph-Victor Communal
Joseph-Victor Communal, né le 11 février 1876 au Châtelard-en-Bauges et mort le 26 novembre 1962 à Chambéry, est un peintre français, membre de la Société des peintres de montagne (SPM).

## Biographie
Fils de cantonnier, il part vivre à Chambéry et entre comme commis aux Ponts et Chaussées à l'âge de 18 ans, après l'obtention de son certificat d'études primaires. Il commence alors à peindre régulièrement pendant ses loisirs. Mobilisé pendant la Première Guerre mondiale, il devient peintre soldat et reçoit la Croix de guerre 1914-1918. Il a plusieurs enfants, dont un fils né en 1911 dénommé Jean Ernest Communal qui, comme son père, pratiquera la peinture à l'huile mais représentant des paysages plus abstraits. Parmi les hommages rendus à Joseph Communal figure l'existence d'une rue Joseph Communal dans la commune du Châtelard en Savoie.

## Carrière artistique
Sa formation est celle d'un autodidacte. Plus tard, il reconnaîtra comme maîtres en peinture Ferdinand Hodler et Giovanni Segantini, artistes qu'il ne connaissait pas à ses débuts.
Il s'inscrit en 1902 à l'Union artistique de Savoie. En 1907, puis 1909, il reçoit le prix du concours de peinture de la fondation Guy, prix qu'il partage avec Laurence Millet,. En 1910, il est admis comme membre « correspondant » de l'Académie des sciences, belles-lettres et arts de Savoie. En 1910 il expose à Paris au Salon de l'école française Un soir d'automne en Savoie (pastel) no 756 ; il s'agira de sa seule participation à ce salon.
Il expose également, et plus fidèlement, au Salon des artistes français. Son premier envoi a été pour le salon de 1910 et sera récompensé d'une mention honorable. Il recevra ensuite une médaille de 3e classe en 1912, puis la médaille d'or et sera classé hors concours. Ses œuvres exposées au Salon comprennent, entre autres, Les Monts des Charmettes (no 503) en 1910 et La Meije et le lac Léris (no 503) en 1914. 
Sa première grande exposition personnelle a lieu à Paris en 1912, à la galerie Georges Petit (60 peintures, 18 pastels). Il devient membre de la Société des peintres de montagne en 1913. En 1920 il reçoit la médaille Albert Metzger pour l'ensemble de son œuvre. Il devient sociétaire de la SNBA en 1921. Il a également exposé au Salon des indépendants en 1928,. Il revient au Salon des artistes français en 1929 avec Les Fontanettes, Pralognan, et L'église de Montagnole.
Sa carrière est lancée et il se consacre entièrement à la peinture après la Grande Guerre. Peignant essentiellement en Savoie, Suisse et Dauphiné, il devient le peintre de montagne le plus célèbre de son temps et on le considère comme le représentant du mouvement impressionniste pour la peinture de montagne. Il expose à Paris (galeries Charpentier, Georges Petit, Simonson), à Lyon, à Grenoble, à Marseille, ... et aussi à l'étranger : Belgique, Suisse, États-Unis,, etc.

## Œuvres
Il peint au couteau, par larges aplats, figurant parfaitement les reliefs montagnards et laissant parfois apparaître le support sous-jacent (panneau de bois le plus souvent).
Il peint aussi bien des paysages alpins où la montagne apparaît en arrière-plan, que des vues plus serrées de la haute montagne, comme prises au téléobjectif, mais aussi des scènes pastorales ou des compositions florales. Son œuvre comporte aussi des tableaux rapportés d'un voyage d'études au Maroc effectué à la demande d'Hubert Lyautey en 1920 et qui furent l'objet d'une exposition à Paris à la galerie Georges Petit.
Ses tableaux sont exposés dans de nombreux musées en France et à l'étranger, notamment à Chambéry et Lyon ; des expositions rétrospectives de son œuvre ont eu lieu à Aix-les-Bains (1965 et 1994), Chambéry (1968) et Sallanches lors d'une rétrospective sous l'égide de la Société des peintres de montagne (2000).